# Triana Park
Triana Park (en letón: Triānas Parks) es una banda musical letona de música electrónica. Fue formada en la ciudad de Riga, en el año 2008. La banda está compuesta por la vocalista Agnese Rakovska, el guitarrista Artūrs Strautiņš, el baterista Edgars Viļums, y el bajista Kristaps Erglis.
Representaron a Letonia en el Festival de la Canción de Eurovisión 2017 con la canción «Line».

## Festival de la Canción de Eurovisión 2017
El 31 de enero de 2017, se organizó un sorteo de asignación en el que se colocaba a cada país en una de las dos semifinales, además de decidir en qué mitad del certamen actuarían.
Finalmente, se determinó que Letonia participaría en la primera semifinal, el 9 de mayo, actuando en la decimoctava y última posición, y acabando 18 con 21 puntos 1 otorgado por el jurado y 20 del televoto.
Pese a ser la 36 favorita de las apuestas acabó en la 41 justo delante de San Marino
El 26 de febrero de 2017, Triana Park y su canción «Line» fueron elegidos como representantes de Letonia en el Festival de la Canción de Eurovisión 2017.
Durante la emisión del certamen, la canción no fue anunciada entre los diez temas elegidos para pasar a la final; por lo tanto, no obtuvo la clasificación. 